# Comté de Tambellup
Le Comté de Tambellup était une zone d'administration locale au sud de l'Australie-Occidentale en Australie. 
Il avait 9 conseillers locaux et était divisé en 3 circonscriptions
- Stirling Ward (3 conseillers)
- Toolbrunup Ward (3 conseillers)
- Warrenup Ward (3 conseillers).

Le 27 mai 2008, il a fusionné avec le comté de Broomehill pour former le comté de Broomehill-Tambellup. 